# Dear Diary
Dear Diary je třetí studiové album pop punkové skupiny FM Static. Bylo vydáno 7. dubna 2009 společností Tooth & Nail Records. Přebal alba byl kreslen kytaristou jménem Nathan Parrish.
| „                | Celé album bude představovat jeden příběh od začátku až do konce. Základem příběhu je chlapec (občas také dívka) a jejich záznamy v deníku o tom, co se děje v jejich životech. Zabývá se vírou, pochybností, láskou, smrtí a upřímnými otázkami, které se týkají života a vyrůstání v moderní kultuře. Jsme velice rádi, že se můžeme s vámi o tuto nahrávku podělit. | “ |
| — Trevor McNevan | |   |

## Seznam skladeb
| Pořadí         | Název                                                        | Délka |
| -------------- | ------------------------------------------------------------ | ----- |
| 1.             | Boy Moves to a New Town With Optimistic Outlook              | 3:42  |
| 2.             | The Unavoidable Battle of Feeling on the Outside             | 3:37  |
| 3.             | Boy Meets Girl (and Vice Versa)                              | 3:05  |
| 4.             | Sometimes You Can Forget Who You Are                         | 3:16  |
| 5.             | Man Whatcha Doin'?                                           | 2:10  |
| 6.             | The Voyage of Beliefs (featuring Tricia Brock of Superchick) | 3:16  |
| 7.             | Her Father's Song                                            | 3:25  |
| 8.             | Take Me As I Am                                              | 3:34  |
| 9.             | Dear God                                                     | 3:50  |
| 10.            | The Shindig (Off to College)                                 | 2:55  |
| Celková délka: | Celková délka:                                               | 32:28 |

## Osoby
- Trevor McNevan - zpěv, kytara
- Steve Augustine - bicí
- Randy Torres - kytara
- Adam Smith - piano